# Ernest Bazin
Pour les articles homonymes, voir Ernest Bazin (1826-1898) et Bazin.
Pierre Antoine Ernest Bazin ou Antoine Pierre Ernest Bazin (né le 20 février 1807 à Saint-Brice-sous-Forêt et mort à Paris 3e le 14 décembre 1878) est un médecin dermatologue français. Son frère, Antoine Pierre Louis Bazin (1799-1863), est un sinologue réputé.

## Biographie

### Enfance et formation
Ernest Bazin est le fils de Pierre-Elisabeth Bazin, docteur en médecine, nommé membre du conseil municipal de Saint-Brice le 8 janvier 1801 et de Anne Rose Gault.
Il est le frère d’Antoine Bazin, sinologue, et de Pierre Alphonse Bazin, docteur en médecine, successeur de son père à Saint-Brice.

### Activité

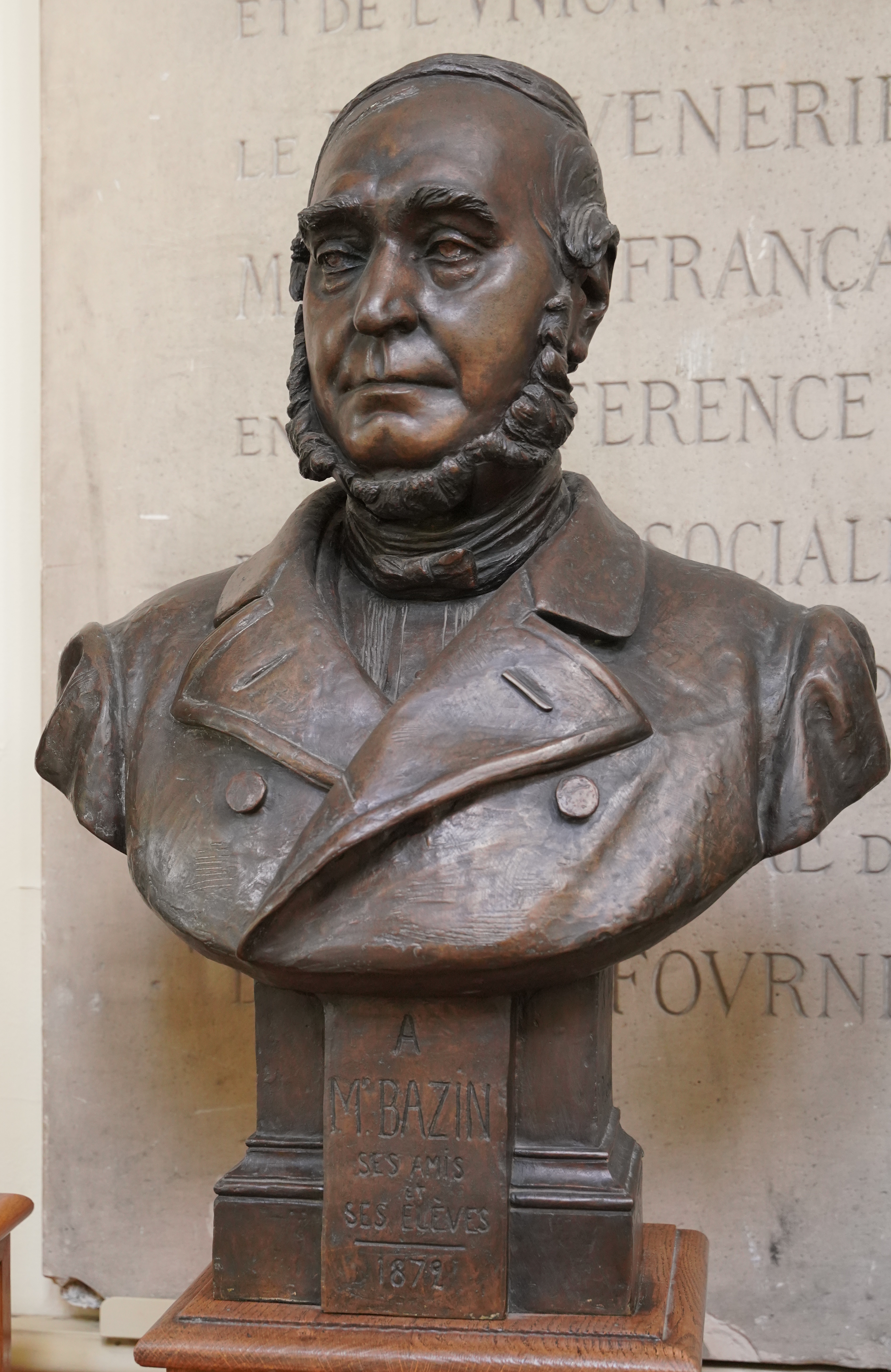
Son buste présenté au musée des Moulages de Paris.

En 1828, il commence à travailler comme interne des hôpitaux et obtient son doctorat à la faculté de Paris le 21 août 1834. En 1836, il devient médecin des hôpitaux, travaille ensuite à l'hôpital Lourcine (1841-1844), puis trois ans à l'hôpital Saint-Antoine. En 1847, il est chef de service à l'hôpital Saint-Louis.

### Maladies éponymes
- La maladie de Bazin ou érythème induré de Bazin.
- Le syndrome d'Alibert-Bazin, forme particulière du mycosis fongoïde, nommé avec le dermatologue Jean-Louis Alibert[4].

### Travaux
- Recherche sur la nature et le traitement de la teigne (1853) Lire en ligne
- Leçons théoriques et cliniques sur la scrofule, considérée en elle-même et dans ses rapports avec la syphilis, la dartre et l'arthritis (1858) Lire en ligne.
- Leçons théoriques et cliniques sur les affections cutanées parasitaires (1858) Lire en ligne
- Leçons théoriques et cliniques sur les syphilides (1859) Lire en ligne
- Leçons théoriques et cliniques sur les affections génériques de la peau (1862) Lire en ligne

### Sépulture
Il est enterré au cimetière Carnot de Suresnes.

## Distinctions
- Officier de la Légion d'honneur le 9 mai 1873[6].